# Municipio de Tlajomulco de Zúñiga
El municipio de Tlajomulco de Zúñiga es uno de los 125 municipios en que se encuentra dividido el estado mexicano de Jalisco. Se encuentra en el centro del estado en la región del mismo nombre, directamente al sur de la ciudad de Guadalajara. Su cabecera municipal es Tlajomulco de Zúñiga, y su ciudad más poblada es Hacienda Santa Fe, la cual cuenta con 139 174 habitantes (2020). Está considerado dentro de los municipios que conforman a la zona metropolitana de Guadalajara.

## Geografía
El municipio de Tlajomulco de Zúñiga se encuentra situado al centro del estado de Jalisco, formando parte de la zona metropolitana de Guadalajara y ubicada al sur de dicha región. Tiene una extensión territorial de 716.551 kilómetros cuadrados que equivalen al 0.91 % de la extensión total del estado, siendo sus coordenadas geográficas extremas 20°21′ - 20°37′ de latitud norte y 103°11′ - 103°38′ de longitud oeste, su altitud varía de un máximo de 2800 a un mínimo de 1500 metros sobre el nivel del mar.
Limita al norte con el municipio de Zapopan, el municipio de Tlaquepaque y el municipio de El Salto; al este con el municipio de Juanacatlán y el municipio de Ixtlahuacán de los Membrillos, al sur con el municipio de Jocotepec y al oeste con el municipio de Acatlán de Juárez y el municipio de Tala.

### Topografía e hidrografía

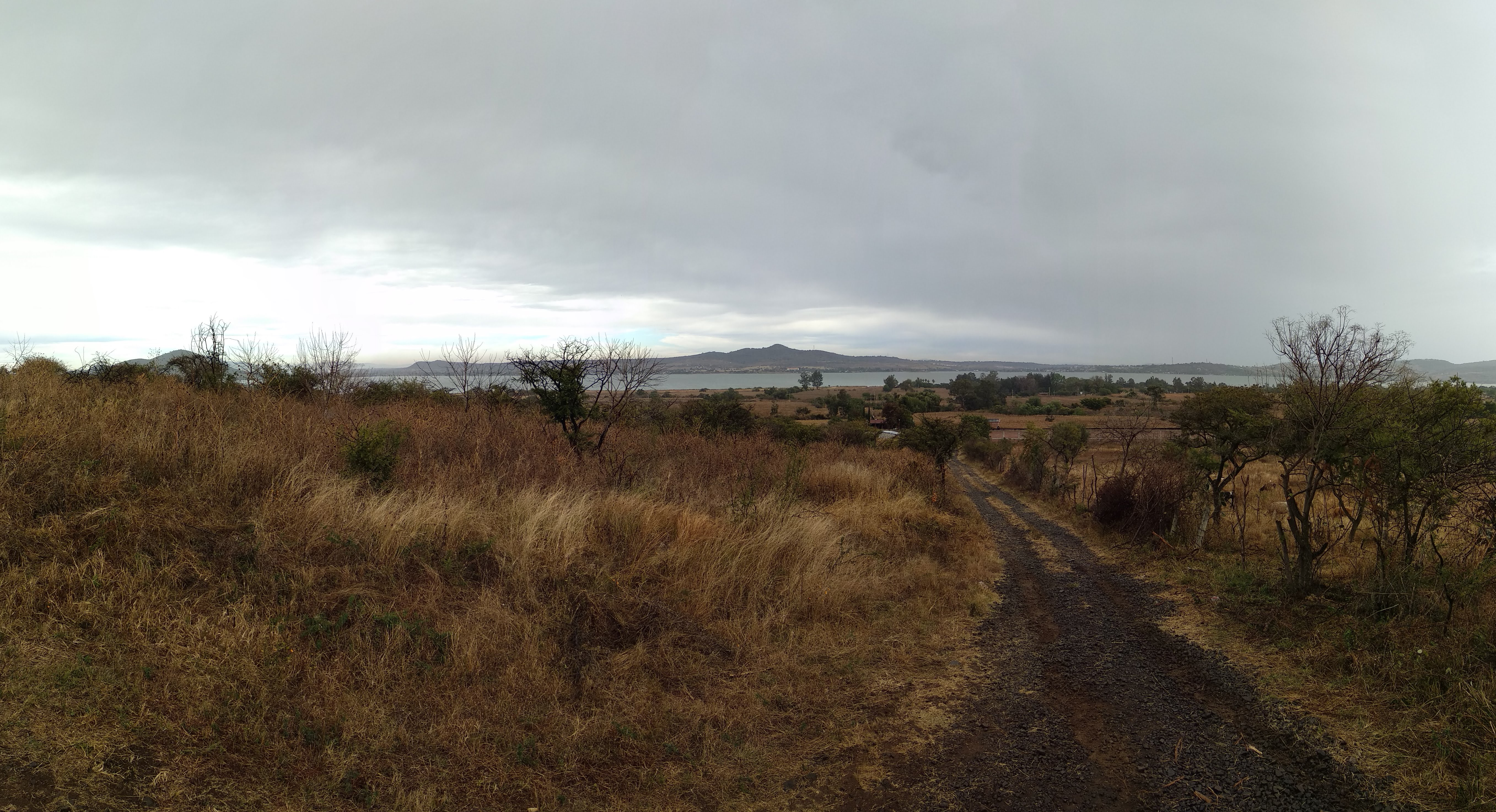
La vegetación de matorrales es muy común en el municipio. Al fondo la laguna de Cajititlán.

En general su superficie está conformada por zonas planas (62%); hay zonas semiplanas (24%) y zonas accidentadas (14 %). Las zonas urbanas están creciendo sobre suelo aluvial (18.47%) del Cuaternario y rocas ígneas extrusivas del Cuaternario (56.05%) y Plioceno-Cuaternario (32.44%).
El territorio está constituido por terrenos del período cuaternario. Está conformado por rocas ígneas, brecha volcánica, tobas en las sierras y algunos cerros; hay lunares de basalto. En la composición de los suelos predominan los tipos Feozem Háplico, Planosol Eútrico y Vertisol Pélico. El municipio tiene una superficie territorial de 63.693 hectáreas, de las cuales 35.000 son utilizadas con fines agrícolas, 15.643 en la actividad pecuaria, 7.400 son de uso forestal, 1.240 son suelo urbano y 4.410 hectáreas tienen otro uso. En lo que a la propiedad se refiere, una extensión de 34.857 hectáreas es privada y otra de 26.162 es ejidal; 2.674 hectáreas son propiedad comunal. 
La Sierra el Madroño y Cerro Viejo son considerados como una de las zonas boscosas más importantes de Jalisco. 
En 2013 Cerro Viejo fue declarado oficialmente como área natural protegida por la Secretaría de Medio Ambiente y Desarrollo Territorial (SEMADET). En esta zona se han registrado más de 500 especies de animales. También ofrece áreas de esparcimiento y recreación para todos los habitantes de la región. 
Sus recursos hidrológicos son proporcionados por los ríos y los arroyos que conforman la subcuenca hidrológica río Santiago (Verde Atotonilco) y por los de la subcuenca Alto Río Ameca. El río Santiago sólo pasa por su límite oriente que divide al municipio con el de Juanacatlán. Los principales arroyos son: El Colorado, La Culcha, Las Venadas, del Monte, Grande de San Lucas, Los Sauces, Presa Reventada, Zarco y San Juanete; además la Laguna de Cajititlán y las presas Santa Cruz de las Flores, El Molino, El Guayabo, El Cuervo y Cruz Blanca.

### Clima y ecosistemas
El clima es subhúmedo, con otoño, invierno y primavera secos, y semicálido, sin cambio térmico invernal bien definido. La temperatura media anual es de 19,7 °C, con máxima de 29 °C y mínima de 12,1 °C. El régimen de lluvias se registra entre los meses de junio y diciembre, contando con una precipitación media de 821,9 milímetros. El promedio anual de días con heladas es de 4,3.
| Parámetros climáticos promedio de Tlajomulco de Zúñiga                               | Parámetros climáticos promedio de Tlajomulco de Zúñiga | Parámetros climáticos promedio de Tlajomulco de Zúñiga | Parámetros climáticos promedio de Tlajomulco de Zúñiga | Parámetros climáticos promedio de Tlajomulco de Zúñiga | Parámetros climáticos promedio de Tlajomulco de Zúñiga | Parámetros climáticos promedio de Tlajomulco de Zúñiga | Parámetros climáticos promedio de Tlajomulco de Zúñiga | Parámetros climáticos promedio de Tlajomulco de Zúñiga | Parámetros climáticos promedio de Tlajomulco de Zúñiga | Parámetros climáticos promedio de Tlajomulco de Zúñiga | Parámetros climáticos promedio de Tlajomulco de Zúñiga | Parámetros climáticos promedio de Tlajomulco de Zúñiga | Parámetros climáticos promedio de Tlajomulco de Zúñiga |
| Mes                                                                                  | Ene.                                                   | Feb.                                                   | Mar.                                                   | Abr.                                                   | May.                                                   | Jun.                                                   | Jul.                                                   | Ago.                                                   | Sep.                                                   | Oct.                                                   | Nov.                                                   | Dic.                                                   | Anual                                                  |
| ------------------------------------------------------------------------------------ | ------------------------------------------------------ | ------------------------------------------------------ | ------------------------------------------------------ | ------------------------------------------------------ | ------------------------------------------------------ | ------------------------------------------------------ | ------------------------------------------------------ | ------------------------------------------------------ | ------------------------------------------------------ | ------------------------------------------------------ | ------------------------------------------------------ | ------------------------------------------------------ | ------------------------------------------------------ |
| Temp. máx. abs. (°C)                                                                 | 30                                                     | 33                                                     | 35                                                     | 37                                                     | 39                                                     | 38                                                     | 33                                                     | 32                                                     | 31                                                     | 32                                                     | 30                                                     | 29                                                     | 39                                                     |
| Temp. máx. media (°C)                                                                | 23                                                     | 25                                                     | 28                                                     | 30                                                     | 32                                                     | 29                                                     | 27                                                     | 26                                                     | 26                                                     | 25                                                     | 24                                                     | 23                                                     | 27                                                     |
| Temp. mín. media (°C)                                                                | 4                                                      | 7                                                      | 10                                                     | 13                                                     | 16                                                     | 17                                                     | 16                                                     | 16                                                     | 15                                                     | 13                                                     | 8                                                      | 4                                                      | 12                                                     |
| Temp. mín. abs. (°C)                                                                 | -5                                                     | -3                                                     | -1                                                     | 4                                                      | 6                                                      | 9                                                      | 12                                                     | 11                                                     | 6                                                      | -1                                                     | -3                                                     | -7                                                     | -7                                                     |
| Precipitación total (mm)                                                             | 3                                                      | 3                                                      | 5                                                      | 7                                                      | 24                                                     | 122                                                    | 230                                                    | 207                                                    | 166                                                    | 53                                                     | 10                                                     | 5                                                      | 1032                                                   |
| Fuente: Wunderground Weather, Tlajomulco, Jalisco, México, Temperatura Promedio 2010 |                                                        |                                                        |                                                        |                                                        |                                                        |                                                        |                                                        |                                                        |                                                        |                                                        |                                                        |                                                        |                                                        |

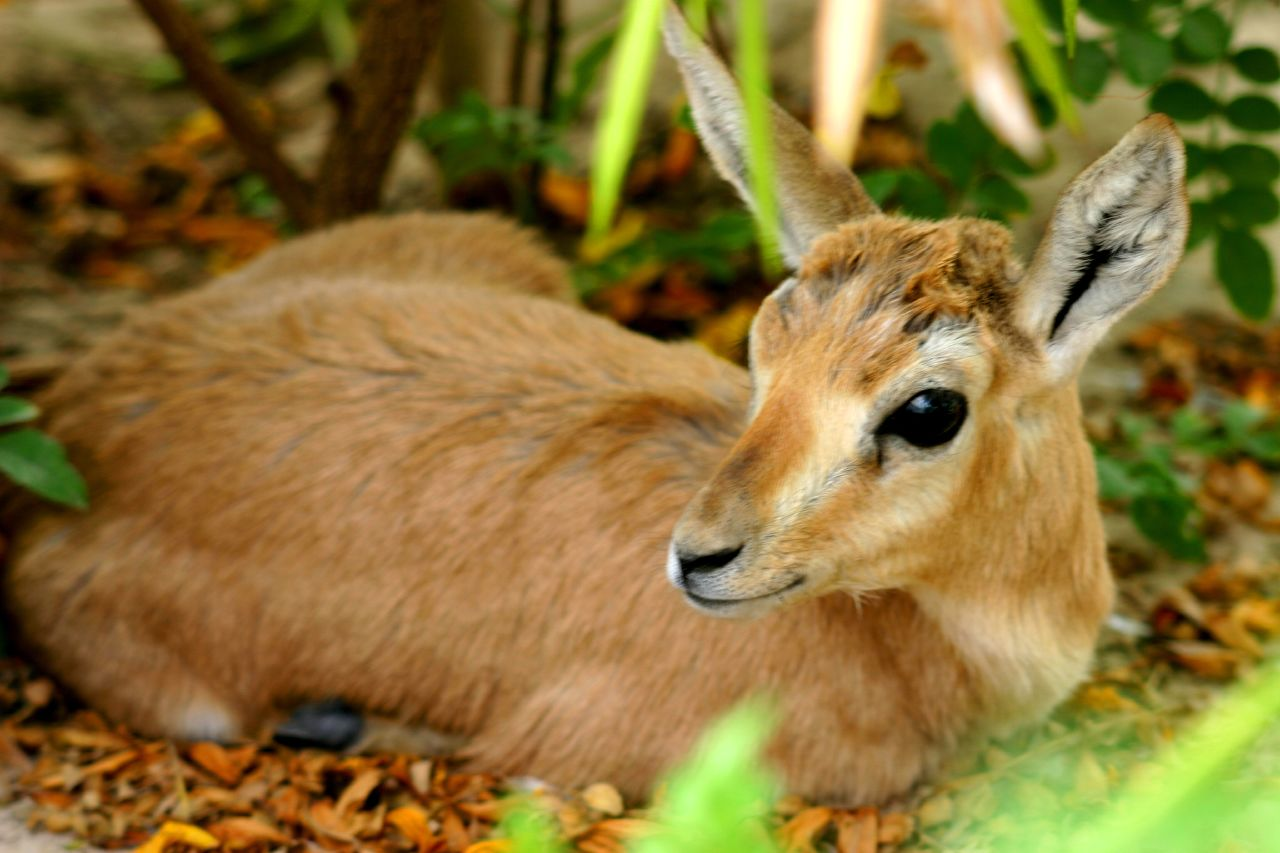
El venado habita en el municipio.

Al norte de la cabecera municipal se encuentra un bosque de encino y pino. En el noroeste hay pastizales naturales, y al noreste agricultura de temporal permanente. La parte sur está cubierta por una selva mediana.
La ardilla, el conejo, el coyote, el tlacuache, el venado, el puma yaguarundi, el jabalí, el cacomixtle, el venado cola blanca, la culebra jarretera, culebra sincuate, la culebra bejuquilla, la culebra chirrionera, la víbora cascabel del Pacífico y una gran variedad
de aves y peces habitan la región. También aquí habitan carnívoros grandes como el puma y el jaguar y aves rapaces como el águila real y el zopilote.

## Demografía
De acuerdo a los resultados del Censo de Población y Vivienda de 2010 realizado por el Instituto Nacional de Estadística y Geografía, la población total del municipio de Tlajomulco de Zúñiga asciende a 727,750 habitantes.
La densidad poblacional es de 581.43 habitantes por kilómetro cuadrado.

### Localidades

Localidades urbanas del municipio

En el censo de 2020 el municipio de Tlajomulco de Zúñiga contaba con 232 localidades.
| Código INEGI      | Localidad                 | Población (2020) |
| ----------------- | ------------------------- | ---------------- |
| 140970822         | Hacienda Santa Fe         | 139 174          |
| 140970025         | San Agustín               | 49 402           |
| 140970001         | Tlajomulco de Zúñiga      | 44 103           |
| 140970843         | Lomas del Sur             | 37 146           |
| 140970035         | Santa Cruz del Valle      | 30 849           |
| 140970032         | San Sebastián el Grande   | 28 770           |
| 140970833         | Villas de la Hacienda     | 28 276           |
| 140970874         | La Nueva Esperanza II     | 23 735           |
| 140970831         | Real del Valle            | 20 465           |
| 140970009         | El Capulín                | 20 078           |
| 140970005         | Cajititlán                | 17 818           |
| 140970862         | Colinas del Roble         | 17 163           |
| 140970424         | La Tijera                 | 16 176           |
| 140970844         | Lomas de San Agustín      | 14 616           |
| 140970853         | Valle Dorado Inn          | 13 037           |
| 140970034         | Santa Cruz de las Flores  | 12 233           |
| 140970835         | Galaxia la Noria          | 11 758           |
| 140970115         | La Alameda                | 11 394           |
| 140970613         | Quinta Jesu               | 11 182           |
| 140970777         | Rancho Alegre             | 10 883           |
| 140970884         | Los Abedules              | 9 009            |
| 140970836         | Hacienda los Fresnos      | 8 602            |
| 140970871         | Paseos del Valle          | 8 529            |
| 140970015         | San Miguel Cuyutlán       | 8 102            |
| 140970041         | Zapote del Valle          | 7 529            |
| 140970823         | Cima del Sol              | 6 787            |
| 140970863         | La Purísima               | 6 769            |
| 140970180         | Palomar                   | 6 459            |
| 140970020         | Los Gavilanes             | 6 159            |
| 140970038         | La Unión del Cuatro       | 6 072            |
| 140970046         | La Fortuna                | 5 434            |
| 140970560         | Jardines de San Sebastián | 5 131            |
| 140970023         | Lomas de Tejeda           | 4 762            |
| 140970837         | Jardines del Edén         | 4 597            |
| 140970882         | Villalta                  | 4 384            |
| 140970903         | Belcanto                  | 3 631            |
| 140970852         | Tierra de la Esperanza    | 3 534            |
| 140970021         | El Guaje                  | 3 238            |
| 140970861         | Sendero Real              | 3 026            |
| 140970031         | San Lucas Evangelista     | 2 980            |
| 140970827         | Bosques Santa Anita       | 2 891            |
| 140970043         | Buenavista                | 2 779            |
| 140970666         | La Roca                   | 2 672            |
| 140970439         | Colina Real               | 2 654            |
| 140970870         | Bosque Real               | 2 522            |
| 140970014         | Cuexcomatitlán            | 2 316            |
| 140970004         | San Juan Evangelista      | 2 206            |
| 140970006         | La Calera                 | 2 190            |
| 140970045         | El Cortijo                | 2 061            |
| 140970866         | Altus Bosques             | 1 997            |
| 140970011         | Cofradía                  | 1 835            |
| 140970883         | Hacienda San Miguel       | 1 736            |
| 140970864         | Senderos de Monte Verde   | 1 734            |
| 140970093         | Santa Anita               | 1 642            |
| 140970658         | Los Ranchitos             | 1 521            |
| 140970838         | La Arbolada Plus          | 1 446            |
| 140970033         | Santa Cruz de la Loma     | 1 375            |
| 140970832         | Rinconada Santa Anita     | 1 373            |
| 140970877         | Renaceres                 | 1 302            |
| 140970028         | El Refugio                | 1 186            |
| 140970117         | Jardines de la Calera     | 1 150            |
| 140970575         | Lomas de Santa Anita      | 1 061            |
| Otras localidades | Otras localidades         | 13 109           |
| Total municipal   | Total municipal           | 727 750          |

## Religión

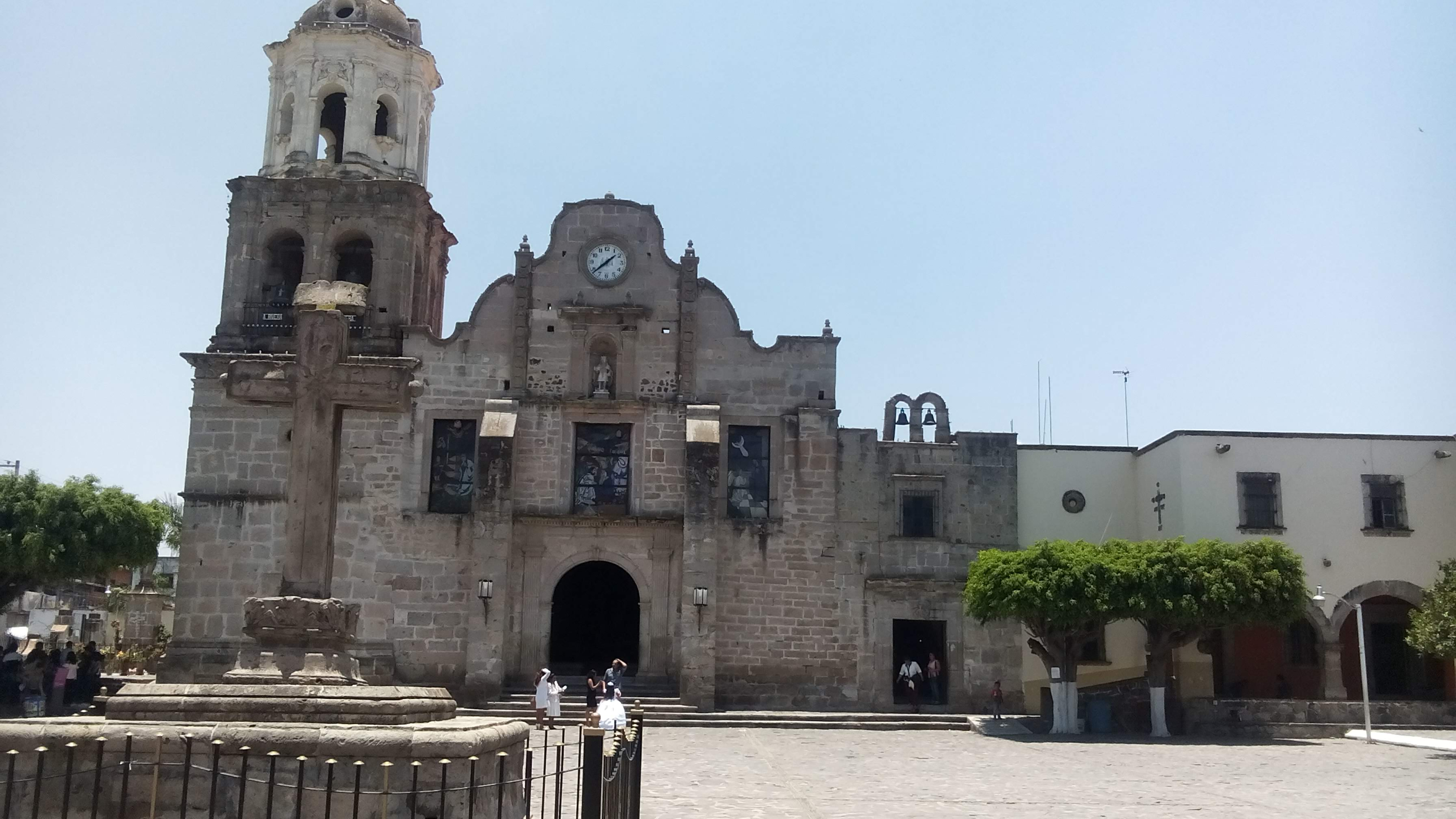
Templo de la religión católica en Cajititlán

El 94,5% profesa la religión católica; sin embargo, también hay creyentes de los Testigos de Jehová, La Iglesia de Jesucristo de los Santos de los Últimos Días, Adventistas del Séptimo Día, protestantes, cristianos y otras doctrinas. El 0,79% de los habitantes ostentaron no practicar religión alguna.
Dentro de la organización de la Iglesia Católica, Tlajomulco de Zúñiga pertenece a la Zona Pastoral Foránea IV Poniente B. de la arquidiócesis de Guadalajara, con la parroquia de La Santa Cruz erigida en 1610, que es atendida por 2 sacerdotes.

## Política
Su forma de gobierno es democrática y depende del gobierno estatal y federal; se realizan elecciones cada tres años, en donde se elige al presidente municipal y un cabildo integrado por regidores o ediles, miembros de su propio partido y de los partidos políticos que participaron en la contienda, el porcentaje de miembros es en relación con los votos que cada partido obtuvo en la elección. El presidente municipal actual es Gerardo Quirino Velázquez Chávez.

### Representación legislativa
Para la elección de diputados locales al Congreso de Jalisco y de diputados federales a la Cámara de Diputados federal, el municipio de Tlajomulco de Zúñiga se encuentra integrado en los siguientes distritos electorales:
Local:
- Distrito electoral local de 12 de Jalisco con cabecera en Santa Cruz de las Flores.[11]

Federal:
- Distrito electoral federal 12 de Jalisco con cabecera en Santa Cruz de las Flores.[12]

### Presidentes municipales
| Período               | Presidente municipal             | Partido político       | Notas                                                                                                   |
| --------------------- | -------------------------------- | ---------------------- | --- |
| 1915                  | Everardo Lares                   |                        | |
| 1915                  | Marcos Gutiérrez                 |                        | |
| 1915                  | Jesús Zúñiga                     |                        | |
| 1915                  | Honorato González                |                        | |
| 1915                  | Roberto Graciano                 |                        | |
| 1916                  | Jesús Zúñiga                     |                        | |
| 1916                  | Roberto Graciano                 |                        | |
| 1917                  | Roberto Graciano                 |                        | |
| 1918                  | Manuel Flores Trigo              |                        | |
| 1918                  | Guadalupe Cortés                 |                        | |
| 1919                  | Luis García Villegas             |                        | |
| 1919                  | Jesús Sánchez Guerrero           |                        | |
| 1920                  | José Eleno Gámez                 |                        | |
| 1920                  | Agustín Pineda                   |                        | |
| 1920                  | Hermenegildo Márquez             |                        | |
| 1920                  | Salvador Alcaraz                 |                        | |
| 1920                  | Pascual Mendoza                  |                        | |
| 1921                  | Carlos Alcaraz Aguilar           |                        | |
| 1922                  | Damián G. Sandoval               |                        | |
| 1923                  | Heliodoro Mondragón              |                        | |
| 1923                  | Andrés Gómez Tacalo              |                        | |
| 1924                  | Alfredo Ortiz                    |                        | |
| 1924                  | Ildefonso Barocio                |                        | |
| 1925                  | Blas Fernández Ibarra            |                        | |
| 1926                  | Pedro González Covarrubias       |                        | |
| 1926                  | Juvencio Rodríguez               |                        | |
| 1926                  | José Zepeda Fonseca              |                        | |
| 1926                  | Brígido Díaz Ocaranza            |                        | |
| 1927                  | Brígido Díaz Ocaranza            |                        | |
| 1928                  | Luis García Villegas             |                        | |
| 1928                  | Sabino Aguilar Rivera            |                        | |
| 1929                  | Juan Bugarini Márquez            |                        | |
| 1930                  | Julio Díaz Ávila                 | PNR                    | |
| 1931                  | David Tejeda Márquez             | PNR                    | |
| 1932                  | Guillermo Díaz Ávila             | PNR                    | |
| 1932                  | Isidro B. Trigo                  | PNR                    | |
| 1933                  | Alejandro Carmona                | PNR                    | |
| 1933                  | Leocadio Gabriel                 | PNR                    | |
| 1934                  | Porfirio Díaz Vidaurri           | PNR                    | |
| 1934                  | Apolinar Lares                   | PNR                    | |
| 1935                  | Ignacio Esquivel                 | PNR                    | |
| 1935                  | Inocencio Guzmán Flores          | PNR                    | |
| 1935                  | Inocencio Guzmán Flores          | PNR                    | |
| 1936                  | Anselmo Altamirano               | PNR                    | |
| 1937                  | Anselmo Altamirano               | PNR                    | |
| 1937                  | Felipe Quezada                   | PNR                    | |
| 1938                  | Primitivo Casillas               | PNR                    | |
| 1938                  | José Fonseca                     | PRM                    | |
| 1939                  | Juan Fierros López               | PRM                    | |
| 1940                  | Heriberto Rivas Pérez            | PRM                    | |
| 1941-1942             | Francisco S. Miranda             | PRM                    | |
| 1943-1944             | Antonio García Sosa              | PRM                    | |
| 1945-1946             | Porfirio Díaz Vidaurri           | PRM PRI                | |
| 1947-1948             | Silviano García Ortiz            | PRI                    | |
| 1949-1951             | Jesús Sánchez Magaña             | PRI                    | |
| 1952                  | Pedro Rodríguez Rentaría         | PRI                    | |
| 1953                  | Francisco Robles Ocampo          | PRI                    | |
| 1954-1955             | Pedro Parra Centeno              | PRI                    | |
| 1956-1957             | Narciso García Totolapa          | PRI                    | |
| 1958                  | Cipriano García                  | PRI                    | |
| 1959-1961             | José Eladio China Guevara        | PRI                    | |
| 1962-1964             | Pedro Parra Centeno              | PRI                    | |
| 1965-1967             | Eliseo Zepeda China              | PRI                    | |
| 1968-1970             | José Refugio China Guevara       | PRI                    | |
| 1971-1973             | Epigmenio Riestra Esquivel       | PRI                    | |
| 1974-1976             | Roberto Vázquez Nava             | PRI                    | |
| 1977-1979             | José Luis Barrera Gómez          | PRI                    | |
| 1980                  | Tranquilino Velasco Sánchez      | PRI                    | |
| 1981-1982             | Amparo Ureña Vidal de Villegas   | PRI                    | |
| 1983-1985             | Ernesto Díaz Márquez             | PRI                    | |
| 1986-1988             | Jaime Enrique Michel Velasco     | PRI                    | |
| 1989                  | Benjamín Saavedra Martínez       | PRI                    | |
| 1990-1992             | Juan Hernández Rosales           | PRI                    | |
| 1992-1995             | Antonio Sánchez Ramírez          | PRI                    | |
| 1995-1997             | Manuel Guzmán de la Torre        | PAN                    | |
| 1998-2000             | Ernesto Díaz Márquez             | PRI                    | |
| 2001-2003             | Guillermo Sánchez Magaña         | PRI                    | |
| 01/01/2004-31/12/2006 | Andrés Zermeño Barba             | PAN                    | |
| 01/01/2007-31/12/2009 | Antonio Tatengo Ureña            | PAN                    | |
| 01/01/2010-31/12/2011 | Enrique Alfaro Ramírez           | PRD                    | Pidió licencia para buscar la candidatura al gobierno estatal                                           |
| 01/01/2012-30/09/2012 | Alberto Uribe Camacho            | PRD                    | Interino                                                                                                |
| 01/10/2012-27/02/2015 | Ismael del Toro Castro           | PT MC                  | Pidió licencia para contender por la diputación en el distrito electoral local 7 de Jalisco, que obtuvo |
| 28/02/2015-2015       | Lucio Miranda Robles             | PT MC                  | Interino                                                                                                |
| 01/10/2015-28/02/2018 | Alberto Uribe Camacho            | MC (Candidato externo) | Pidió licencia                                                                                          |
| 01/03/2018-15/07/2018 | Carlos Jaramillo Gómez           | MC                     | Interino                                                                                                |
| 16/07/2018-30/09/2018 | Alberto Uribe Camacho            | Morena                 | Se mudó a Morena en febrero de 2018. Reasumió el cargo                                                  |
| 01/10/2018-28/02/2021 | Salvador Zamora Zamora           | MC                     | Pidió licencia para buscar la reelección                                                                |
| 01/03/2021-2021       | César Francisco Padilla Chávez   | MC                     | Interino                                                                                                |
| 2021-2024             | Salvador Zamora Zamora           | MC                     | Fue reelegido el 06/06/2021                                                                             |
| 2024-2027             | Gerardo Quirino Velázquez Chávez | MC                     | En el cargo                                                                                             |